# Processo di Smolensk
Il processo di Smolensk si svolse tra il 15 ed il 20 dicembre 1945 nei confronti di un gruppo di ex soldati della Wehrmacht e delle SS, coinvolti in crimini di guerra nel territorio della regione di Smolensk. Appartiene alla serie di processi pubblici sovietici del dopoguerra ai criminali di guerra stranieri.

## Imputati
| Nome                    | Grado o Funzione                                                                     | Accusa | Sentenza           |
| ----------------------- | ------------------------------------------------------------------------------------ | --- | ------------------ |
| Roman-Robert Kirschfeld | Traduttore per la 335ª e 490ª Schützendivision.                                      | Partecipante attivo nelle operazioni punitive contro partigiani e civili. Ha supervisionato personalmente una serie di azioni punitive.      | Condanna a morte   |
| Rudolf Modisch          | Assistente medico presso l'ospedale militare n. 551.                                 | Partecipante all'uccisione di prigionieri di guerra sovietici; prelievo di sangue da civili, compresi bambini, e loro successiva uccisione.  | Condanna a morte   |
| Willy Weiss             | Sottufficiale della 335ª Schützendivision.                                           | Partecipante ai massacri dei prigionieri di guerra sovietici.                                                                                | Condanna a morte   |
| Kurt Gaudian            | Caporale della Schützendivision.                                                     | Partecipante ai massacri di prigionieri di guerra e civili sovietici; alla deportazione di civili in Germania, era impegnato nel saccheggio. | Condanna a morte   |
| Fritz Gentschke         | Caporale della 335ª Schützendivision.                                                | Partecipante ai massacri di prigionieri di guerra e civili sovietici: alla deportazione di civili in Germania.                               | Condanna a morte   |
| Erich Müller            | Caporale della 335ª Schützendivision.                                                | Partecipante ai massacri di prigionieri di guerra e civili sovietici.                                                                        | Condanna a morte   |
| Willie Krause           | Caporale della 335ª Schützendivision.                                                | Partecipante ai massacri di prigionieri di guerra e civili sovietici.                                                                        | Condanna a morte   |
| Joseph Reischmann       | Soldato anziano del 350º reggimento di fanteria, allevatore di cani della compagnia. | Partecipante ai massacri di prigionieri di guerra e civili sovietici.                                                                        | 20 anni di carcere |
| Erich Everts            | Caposquadra della 490ª Schützendivision.                                             | Partecipante ai massacri di civili. | 15 anni di carcere |
| Heinz Winkler           | Caporale della 335ª Schützendivision.                                                | Partecipante ai massacri di civili. | 12 anni di carcere |

Il generale Maximilian von Schenkendorf, a capo del supporto e dei servizi di retroguardia del Heeresgruppe Mitte, che era già morto al momento del processo, fu riconosciuto come il principale colpevole dei crimini di guerra sul territorio della regione di Smolensk.

## Il processo
Il processo contro il gruppo di soldati e ufficiali si aprì il 15 dicembre 1945 a Smolensk. L'accusa fu rappresentata da Lev Nikolaevič Smirnov. Tutti gli imputati ammisero la loro colpevolezza in tutto o in parte. Il processo durò quattro giorni e fu anche filmato. Successivamente, la regista Ėsfir' Šub, sulla base di questi materiali, realizzò un film documentario "Судебный процесс в Смоленске".
La sera del 19 dicembre 1945 fu annunciato il verdetto. Il tribunale militare riconobbe gli imputati Kirschfeld, Modisch, Weiss, Gaudian, Gentschke, Müller e Krause, colpevoli dei reati a loro imputati e condannati a morte per impiccagione, Reischmann a 20 anni di lavori forzati, Everts a 15, e Winkler a 12 anni. Il verdetto fu definitivo e non soggetto ad appello. Il 20 dicembre 1945, tutti e sette i detenuti furono impiccati davanti a una grande folla di persone in piazza Zadneprovskaja (ora Kolchoznaja) a Smolensk.